# Рула
Рула (њем. Ruhla) град је у њемачкој савезној држави Тирингија. Једно је од 61 општинског средишта округа Вартбург. Посједује регионалну шифру (AGS) 16063066.

## Географски и демографски подаци
Град се налази на надморској висини од 440 метара. Површина општине износи 38,5 .

## Становништво
У самом граду је, према процјени из 2010. године, живјело 6.355 становника. Просјечна густина становништва износи 165 становника/.

## Међународна сарадња
| Мјесто | Држава    | Врста сарадње | Од    |
| ------ | --------- | ------------- | ----- |
|        | Француска | партнерство   | 1995. |
| Извор  |           |               |       |